# 兼康頼継
兼康 頼継(かねやす よりつぐ、天正13年（1585年） - 慶長14年10月17日（1609年11月13日））は、江戸時代初期の口中科医師。猪熊事件における主犯格と目されて処刑された。

## 略歴
丹波氏の末裔で丹波兼康を初代とし、代々口中科を修める兼康家に生まれる。父は兼康頼仲。兼康家は典薬頭を歴任しており、頼継も従五位下備後守と典薬頭を兼任した。慶長14年（1609年）参議烏丸光広をはじめ、大炊御門頼国、花山院忠長、飛鳥井雅賢、難波宗勝、徳大寺実久、松木宗信らの公家衆が、頼継の斡旋によって新大典侍（広橋兼勝の娘）、権典侍（中院通村の妹）、中の内侍（水無瀬氏成の娘）、菅内侍（唐橋在通の娘）、讃岐局（頼継の妹・頼子）の五女官と密通していたことが発覚する。この詮議は頼継が拷問により自白したために明るみとなり、女官らが駿府城に送られていずれも流罪。公家らも遠島から解官という処分が下された。やはり官女と密通していたことから慶長12年（1607年）に京都を出奔していた猪熊教利とともに宮中の風紀紊乱の張本人とされ、同年のうちに教利（潜伏先の日向国で捕らえられていた）とともに京都浄善寺で斬刑となった。これにより兼康家の家督と典薬頭は弟の頼房の家系に移った。